# Kanton Saint-Sernin-sur-Rance
Kanton Saint-Sernin-sur-Rance (francouzsky Canton de Saint-Sernin-sur-Rance) je francouzský kanton v departementu Aveyron v regionu Midi-Pyrénées. Tvoří ho 14 obcí.

## Obce kantonu
- Balaguier-sur-Rance
- La Bastide-Solages
- Brasc
- Combret
- Coupiac
- Laval-Roquecezière
- Martrin
- Montclar
- Montfranc
- Plaisance
- Pousthomy
- Saint-Juéry
- Saint-Sernin-sur-Rance
- La Serre